# Glenn Cunningham (lekkoatleta)
Glenn Vernice Cunningham (ur. 4 sierpnia 1909 w Atlancie, w stanie Kansas, zm. 10 marca 1988 w Menifee, w stanie Arkansas) – amerykański lekkoatleta (średniodystansowiec), wicemistrz olimpijski z 1936.
Wychował się w Elkhart. W dzieciństwie został ciężko poparzony w pożarze szkoły, w którym zginął jego starszy brat. Groziła mu amputacja nóg, a lekarze wątpili, czy będzie w stanie chodzić. Cunningham poprzez długotrwałe ćwiczenia i masaże odzyskał sprawność w nogach i zaczął biegać.
Stał się znanym średniodystansowcem. Zajął 4. miejsce w biegu na 1500 metrów na igrzyskach olimpijskich w 1932 w Los Angeles. 25 marca 1933 w Chicago poprawił halowy rekord świata w biegu na 1 milę wynikiem 4:09,8. 24 lutego 1934 w Nowym Jorku ustanowił halowy rekord świata w biegu na 1500 metrów czasem 3:52,2, a 17 marca tego roku w Nowym Jorku poprawił swój halowy rekord świata w biegu na milę wynikiem 4:08,4. 16 czerwca 1934 w Princeton ustanowił rekord świata w biegu na 1 milę na otwartym stadionie czasem 4:06,8. 23 lutego 1935 w Nowym Jorku poprawił swój halowy rekord świata w biegu na 1500 metrów osiągając czas 3:50,5.
Na igrzyskach olimpijskich w 1936 w Berlinie zdobył srebrny medal w biegu na 1500 metrów, za Jackiem Lovelockiem z Nowej Zelandii, który ustanowił w tym biegu rekord świata (3:47,8), a przed obrońcą tytułu Luigim Beccalim z Włoch. Czas Cunninghama – 3:48,4 – był również lepszy od dotychczasowego rekordu świata. Dwa tygodnie później, 20 sierpnia w Sztokholmie Cunningham ustanowił rekord świata w biegu na 800 metrów wynikiem 1:49,7.
Ustanowił kolejny halowy rekord świata w biegu na 1500 metrów 26 lutego 1938 w Nowym Jorku czasem 3:48,4, a 12 marca tego roku, również w Nowym Jorku, poprawił swój halowy rekord świata w biegu na milę wynikiem 4:07,4. Wcześniej, 3 marca w Hanover przebiegł ten dystans w czasie 4:04,4, ale na bieżni o nieregulaminowym rozmiarze.
Cunningham był mistrzem Stanów Zjednoczonych (AAU) w biegu na 800 metrów w 1933 oraz mistrzem w biegu na 1500 metrów w latach 1933 i 1935-1938, wicemistrzem w 1934 i 1940 oraz brązowym medalistą w 1932. Był również akademickim mistrzem USA (NCAA) w biegach na 1500 metrów w 1932 i na l milę w 1933.
Oprócz rekordów świata na 800 metrów i na milę ustanawiał czterokrotnie rekord Stanów Zjednoczonych na 1500 metrów do wyniku 3:48,4 (6 sierpnia 1936 w Berlinie). Jego rekord życiowy na tym dystansie wynosił 3:48,0 (19 czerwca 1940 we Fresno).
Cunningham uzyskał bakalaureat na Uniwersytecie Kansas w 1933, magisterium na Uniwersytecie Iowa w 1936 oraz doktorat na Uniwersytecie Nowojorskim. Był wykładowcą wychowania fizycznego w Cornell College w latach 1940-1944, następnie służył w United States Navy, a od 1947 prowadził ranczo, na którym pomagał w wychowaniu dzieci pochodzących ze społecznie upośledzonych rodzin.   
W 1974 został wybrany do USA Track & Field Hall of Fame.